# باشگاه فوتبال آ.اس. رم
اَسوچیاتزیونه سپورتیوا رم (به ایتالیایی: Associazione Sportiva Roma) یک باشگاه   حرفه‌ای فوتبال ملقب به جالوروسی   که در سری آ ایتالیا است و در شهر رم در کشور ایتالیا قرار دارد. این باشگاه در سال ۱۹۲۷ بنا نهاده شد. آ. اس. رم به جز فصل ۵۱–۱۹۵۰، همواره در بالاترین سطح فوتبال ایتالیا حضور داشته است. رم ۳ بار فاتح سری آ شده است؛ آن‌ها موفق شده‌اند در فصل ۴۲–۱۹۴۱، ۸۳–۱۹۸۲ و ۰۱–۲۰۰۰ قهرمان این رقابت‌ها شوند. آن‌ها همچنین ۹ بار قهرمان جام حذفی فوتبال ایتالیا و ۲ بار قهرمان سوپر جام فوتبال ایتالیا شده‌اند. در رقابت‌های اروپایی، آ. اس. رم موفق به قهرمانی در اینتر-سیتیز فیرز کاپ، نایب قهرمانی در جام باشگاه‌های اروپا ۸۴–۱۹۸۳، دو نایب قهرمانی در جام یوفا در سال‌های ۹۱–۱۹۹۰ و همچنین قهرمانی در نخستین دوره لیگ کنفرانس اروپا در سال ۲۲–۲۰۲۱ و نایب قهرمانی در لیگ اروپا ۲۳–۲۰۲۲ است.
از سال ۱۹۵۳، رم بازی‌های خانگی‌اش را در ورزشگاه المپیک رم برگزار می‌کند، ورزشگاهی که رقیب همشهری آن‌ها لاتزیو نیز از آن استفاده می‌کند. این ورزشگاه با ظرفیت ۷۲٬۰۰۰ نفر، دومین ورزشگاه بزرگ ایتالیا بعد از ورزشگاه سن سیرو به حساب می‌آید.
لباس خانگی این تیم از رنگ‌های ارغوانی امپراتوری و طلایی تشکیل شده، و برای همین لقب این تیم «جالوروسی» یا «زرد و قرمزها» است. نشان برجسته و نماد باشگاه یک گرگ ماده است که به رومولوس و رموس (بنیان‌گذاران افسانه‌ای شهر رم) شیر می‌دهد. سردار آزمون در این تیم به عنوان بازیکن قرضی سابقهٔ بازی دارد.

## تاریخچه

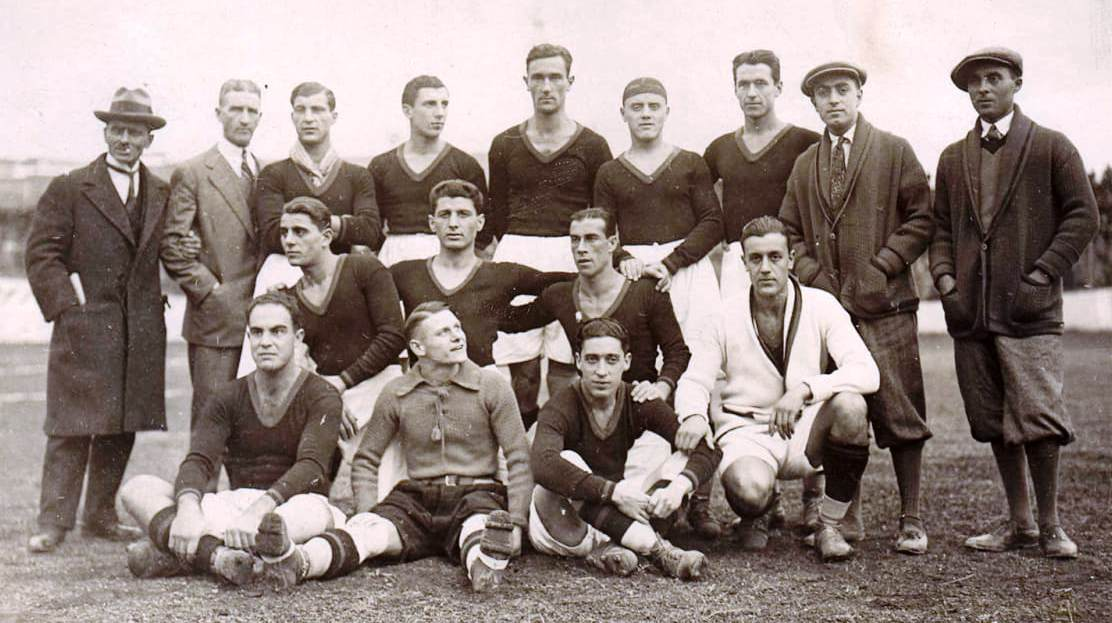
تیم رم در فصل ۲۸–۱۹۲۷

### تأسیس باشگاه
در تابستان سال ۱۹۲۷ با اشتیاق و تلاش ورزش دوستان شهر رم باشگاه ورزشی آ آس رم، با ادغام ۳ باشگاه شهر رم (رومن اف سی،فورتیتودو-پرو رم و آلبا اودیک رم) تأسیس شد.
براساس گزارش‌ها روزنامه‌های وقت شهر رم –از جمله ایل مساجرو و نسخه شهر رم لاگاتزتا دلو اسپورت- این قرارداد در شب ۷ ژوئن ۱۹۲۷ منعقد شد.
با توجه به تلاش‌های ایتالو فوسچی در آن زمان برای ادغام این سه باشگاه با هدف ایجاد تیمی قدرتمند برای مقابله با تیم‌های شمالی؛ تصمیم گرفته شد که وی اولین مدیر تاریخ باشگاه شود.
باشگاه جدید از نماد گرگ پایتخت و از رنگ‌های زرد و قرمز که مورد علاقه مردم محله‌های قدیمی و حومه شهر بود استفاده کرد.
در ۲۲ ژوئیه ۱۹۲۷ ایتالو فوسچی با امضای دستور کار شماره ۱، باشگاه را به سه قسمت اساسی بخش ورزشی، بخش مالی و بخش مدیریت تقسیم کرد.

### نخستین جام
در فصل ۲۸–۱۹۲۷ باشگاه رم اولین جام خود را در کنی کاپ با شکست مودنا در فینال کسب کرد. ستاره آن زمان رم آتیلیو فرراریس بود؛ بازیکن تیم ملی ایتالیا که در رم متولد شده بود و چندی بعد همراه تیم ملی ایتالیا قهرمان جام جهانی ۱۹۳۴ شد و در تیم منتخب جام قرار گرفت.
بعد از نخستین فصل فولویو برناردینی افسانه ای به تیم اضافه شد که تا یازده فصل بعد ستاره تیم رم بود.

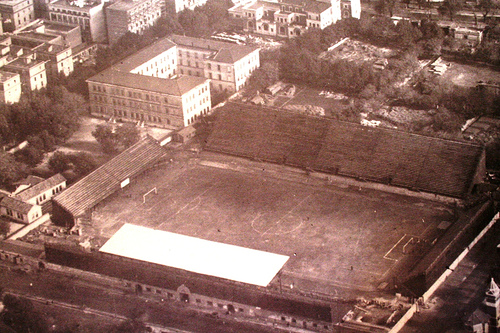
استادیوم تستاچیو در دهه ۳۰

### زمین افسانه‌ای تستاچیو
در سالهای بین ۱۹۲۹ تا ۱۹۴۰ رم در زمین تستاچیو تمرین می‌کرد. استادیوم افسانه ای جالوروسی‌ها هم در محلهٔ کارگر نشینی به نام تستاچیو ساخته شد که همواره تماشاگران زیادی را در خود می‌دید و عدهٔ کثیری برای حمایت تیم محبوب شان به آنجا می‌رفتند. اولین و آخرین بازی باشگاه در این زمین با پیروزی ۱–۲ رم همراه شد؛ نخستین بازی در برابر برشا و آخرین بازی در برابر لیورنو انجام شد. لازم است ذکر شود که معمار این بنا سیلویو سنسی، پدر فرانکو سنسی (رئیس باشگاه رم در سال‌های ۱۹۹۳ تا ۲۰۰۸)، از سازه‌های چوبی برای ساخت این ورزشگاه استفاده کرد.
یک ماه پس از منتقل شدن به تستاچیو یکی دیگر از اتفاقات مهم باشگاه رقم خورد و اولین دربی میان رم و لاتزیو برگزار شد. رقابت بین این دو تیم با بازی در زمین روندینلا آغاز شد. آن روز بیشتر تماشاگران پرچم رم را به اهتزاز درآوردند و با تک گل رودولفو ولک خوشحال به خانه بازگشتند.
در دهه ۱۹۳۰ رقابت بزرگ بین رم و یوونتوس آغاز شد. بازی مهمی سال ۱۹۳۱ انجام شد در زمانی که یوونتوس به کسب اولین جام از پنج جام متوالی خود نزدیک بود. بازی که در زمین تستاچیو برگزار شده بود با دبل برناردینی و گل‌های فرراریس، ولک، فاسانلی و لومباردو ۰–۵ به نفع رم به پایان رسید.

فیلم پنج تا صفر اثر ماریو بونارد با الهام از این بازی ساخته شده است.

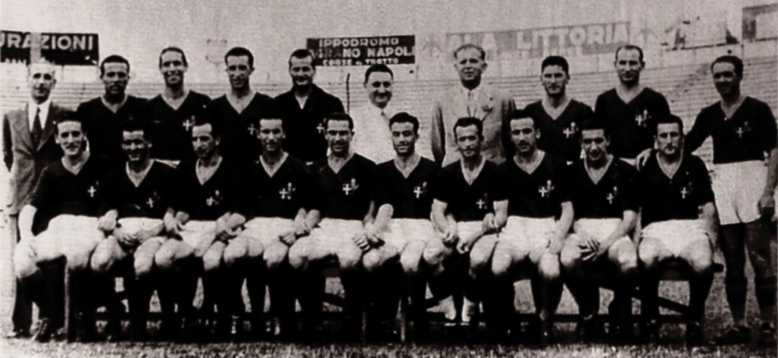
تیم قهرمان لیگ رم در سال ۱۹۴۲

### اولین اسکودتو
پانزده سال پس از تأسیس، باشگاه رم توانست در ۱۴ ژوئن ۱۹۴۲ با پیروزی ۰–۲ مقابل مودنا اولین اسکودتوی خود را به دست آورد. رم با سرمربی گری آلفرد شافر و متشکل از خط مستحکم دفاعی که توسط دروازه‌بان گویدو ماستی رهبری می‌شد و با ضد حمله‌های زهردار و خطرناک تیم قدرتمندی برا هر حریفی به حساب می‌آمد. اما ستاره تیم آمادئو آمادئی ۲۱ ساله بود که با ۱۸ گل زده نقش مهمی در قهرمانی تیم داشت. وی در فراسکاتی به دنیا آمد و دوران فوتبال خود را در تیم جوانان رم آغاز کرد. وی پس از یک فصل حضور قرضی در آتالانتا به رم بازگشت و آلفرد شافر او را در پست مهاجم مرکزی قرار داد.
اسکودتوی رم در سال ۱۹۴۲ اولین اسکودتویی بود که تیمی به غیر از تیم‌های شمالی موفق به کسب آن می‌شود.

### سقوط و تولد دوباره
پس از اسکودتوی اول رم دوران سختی را تحمل کرد. باشگاه بیشتر از هر باشگاه دیگری از عواقب جنگ جهانی دوم آسیب دید و بدون پول و بازیکن ماند.
پس از چند فصل عملکرد ضعیف، رم در فصل ۵۲–۱۹۵۱ برای اولین و آخرین بار به دسته پایین‌تر سقوط کرد. رم سریع با قهرمانی سری بی به سرمربی گری جوزپه ویانی به سری آ بازگشت اما برای ۱۰ سال تنها موفقیت رم رتبه دوم در فصل ۵۵–۱۹۵۴ بود.
در آغاز دهه ۶۰ رم با شرکت در مسابقات اروپایی سعی در احیای روحیه تیم و هواداران داشت. در ۶۱–۱۹۶۰ رم با قهرمانی در اینتر-سیتیز فیرز کاپ اولین موفقیت اروپایی خود را کسب کرد. رم توسط لوئیس کارنیگلیا با غلبه بر یونیون سنت گیلویس، کولون و هیبرنیان به دیدار نهایی رسید. رم در فینال با نتیجه ۲–۴ در دو بازی رفت و برگشت بیرمنگام را شکست داد و قهرمان جام اینتر-سیتیز فیرز کاپ شد. ستاره آن رقابت پدرو مانفردینی از رم بود که توانست ۱۲ گل به ثمر برساند.

### دهه ۶۰ و دو جام حذفی
رم در دهه ۱۹۶۰ با سرمایه گزاری روی بازیکنان با استعدادی چون فرانچسکو لویاکونو، خوان آلبرتو شیافینو، آنتونیو آنجلیلو، جیاکومو لوسی و جانکارلو د سیستی (ملقب به دارکوب)؛ توانست دو جام حذفی در ۱۹۶۴ و ۱۹۶۹ کسب کند.
جام حذفی سال ۱۹۶۹ تحت مدیریت و سرمربی گری آلوارو مارکینی و هلنیو هررا (ملقب به جادوگر) به دست آمد. کاپیتانی تیم بر عهده فرانکو کوردووا و فابیو کاپلو بود که خود بعدها سرمربی رم شد.
هرچند که این فصل تحت تأثیر مرگ ناگهانی جولیانو تاکولا که در ۱۶ مارس ۱۹۶۹ در رختکن دچار حمله ناگهانی بیماری شد؛ قرار گرفت.

### اولین حضور لیدهولم
در دهه ۱۹۷۰ گائتانو آنزالونه مدیریت باشگاه را بر عهده گرفت و قراردادی با نیلس لیدهولم امضا کرد. لیدهولم به بازیکنان جوان به خصوص فرانچسکو روکا و آگوستینو دی بارتولومی اعتماد کرد. این استراتژی موفق شد و رم فصل ۷۵–۱۹۷۴ را در رتبه سوم به پایان رساند.
آنزالونه هم چنین با ساختن مرکز تمرین فولویو برناردینی دی تریگوریا که تا امروز مرکز تمرین اصلی باشگاه است تأثیر شایانی بر رم گذاشت.

### رم ویولا
تابستان سال ۱۹۷۹ با مدیرعامل شدن دینو ویولا مقطع مهمی در تاریخ رم محسوب می‌شود. در زمان مدیریت وی رم به قله فوتبال ایتالیا دست پیدا کرد. در نخستین سال وی به عنوان مدیرعامل، رم با غلبه بر تورینو در فینال جام حذفی، به قهرمانی این رقابت‌ها رسید. بازیکنان جوانی مانند برونو کونتی، کارلو آنچلوتی و مهاجم گلزن تیم، روبرتو پروتزو، در ترکیب اصلی بودند.
در فصل ۸۱–۱۹۸۰ پائولو روبرتو فالکائو از اینترناسیونال به رم پیوست. و رقابت قدیمی رم و یوونتوس با قهرمانی یوونتوس در لیگ و نایب قهرمانی رم در لیگ و قهرمانی مجدد در جام حذفی به اوج خود رسید.

### دومین اسکودتو
انتظار زیاد رم برای کسب اسکودتوی دوم از سال ۱۹۴۲ در فصل ۸۳–۱۹۸۲ به پایان رسید و در بازی پایانی مقابل جنوا در ۸ مه ۱۹۸۳ با گل مساوی بخش پروتزو تیم به قهرمانی سری آ رسید.
تیم قدرتمندی با سرمربی گری لیدهولم، دروازه‌بانی همچون تانکردی، دفاع نفوذناپذیر با بازیکنان مهمی مانند ویرچود، نلا و مالدرا، خط هافبک تحسین پذیری با دی بارتولومی، فالکائو، آنچلوتی و پروهاسکا و خط حمله خطرناکی متشکل از پروتزوی تمام کننده و کونتی در بال راست.
در شهر رم پس از این قهرمانی غوغا و هیاهویی به پا شد و مردم به شادی پرداختند.
آنتونلو وندیتی، شاعر و ترانه‌سرا، که ده سال قبل شعر سرود رسمی باشگاه -رما رما رما- را سروده بود؛ تحت تأثیر این قهرمانی ترانه ممنون رم را نوشت.

### یک قدم تا شکوه قهرمانی لیگ قهرمانان اروپا
فصل بعد از دومین قهرمانی رم در سری آ، فصل ناامید کننده ای برای رم و هواداران بود. فصلی که قهرمانی را با دو امتیاز اختلاف به یوونتوس واگذار کردند و تلخ‌تر از آن شکست در فینال لیگ قهرمانان اروپا برابر لیورپول بود. رم با پیروزی برابر گوتبرگ، زسکاسوفیا، دینامو برلین و داندی یونایتد به دیدار پایانی این رقابت‌ها رسید و باتوجه به میزبان بودن قهرمانی آن‌ها دور از انتظار نبود.
گل اول بازی را فیل نیل در صحنه ای مشکوک برای لیورپول به ثمر رساند که بازیکنان رم اعتقاد داشتند در صحنه منجر به گل بر روی دروازه‌بان خطا شده است. گل مساوی برای رم توسط پروتزو زده شد و بازی به پنالتی کشیده شد. لیورپول در پنالتی‌ها با کمک دروازه‌بان خود و حرکات عجیبش به پیروزی رسید. این یک ناامیدی بزرگ برای رم و هوادارانش بود که تا به امروز نزدیک‌ترین شانس باشگاه برای قهرمانی در لیگ قهرمانان اروپا است.
رم فصل ۸۴–۱۹۸۳ را با پیروزی در فینال جام حذفی برابر ورونا تمام کرد اما شکست در فینال لیگ قهرمانان اروپا در ورزشگاه المپیک دوران ویولا را تحت تأثیر خود قرار داد.

### دومین فینال اروپایی
سون گوران اریکسون که در سال ۱۹۸۴ سرمربی رم شد در فصل ۸۶–۱۹۸۵ به سومین اسکودتو نزدیک شد اما با دو باخت دور از انتظار برابر لچه انتهای جدولی رم فصل را در رتبه دوم به پایان رساند. موفقیت در کسب ششمین جام حذفی مایه دلخوشی رم در آن فصل شد.
در اواخر دهه ۱۹۸۰ رم نتوانست جام دیگری را به افتخارات خود اضافه کند.
در سال ۱۹۹۱ پس از مرگ دینو ویولا و با هدایت اوتاویو بیانکی رم به دیدار نهایی لیگ اروپا در برابر اینترمیلان رسید. اینترمیلان در دیدار رفت در خانه خود با دو گل رم را شکست داد و در دیدار برگشت تک گل ریتزیتلی برای قهرمانی رم کافی نبود و اینترمیلان قهرمان آن دوره از مسابقات شد.
رم در فصل ۹۱–۱۹۹۰ با شکست سمپدوریا فاتح جام حذفی شد.

### ورود فرانکو سنسی
پس از مدت کوتاه و موقتی از ریاست مشترک پیترو متزارما و فرانکو سنسی، فرانکو سنسی تنها مدیر باشگاه شد.
رئیس جدید، طرفدار و عاشق رم بود. وی کارلو ماتزونه را که متولد رم بود را به سرمربی گری تیم منصوب کرد و روی بازیکنان مشهوری مانند آبل بالبو و دنیل فونسکا سرمایه گزاری کرد. اگرچه نتایج تیم طبق انتظارات پیش نرفت ولی با هدایت ماتزونه، فرانچسکو توتی جوان شروع به درخشش کرد.
پس از یک فصل اعتماد به کارلوس بیانکی، زدنیک زمن که به نوآوری در تاکتیک‌ها معروف بود سرمربی رم شد. تحت هدایت زدنیک زمن، رم بازیکنان بزرگی همچون کافو، وینسنت کاندلا، دامیانو توماسی و مارکو دلوکیو خریداری کرد و فرانچسکو توتی به عنوان کاپیتان (فوتبال) تیم انتخاب شد.

### سومین اسکودتو
در فصل ۰۰–۱۹۹۹ طرفداران رم انتظار زیادی برای کسب جام و پیروزی داشتند. فرانکو سنسی تصمیم گرفت موفق‌ترین سرمربی وقت ایتالیا را برای رم انتخاب کند و با فابیو کاپلو قرارداد امضا کرد. علاوه بر سرمربی، سنسی بازیکنان مطرحی مانند وینچنزو مونتلا و هیدتوشی ناکاتا را به تیم اضافه کرد.
اوضاع برای رم چندان خوب پیش نرفت تا اینکه در فصل ۰۱–۲۰۰۰ گابریل باتیستوتا، والتر ساموئل و امرسون جذب رم شدند. رم فصل را با ۷۵ امتیاز، بیشترین امتیاز کسب شده در جدول ۱۸ تیمی، به اتمام رساند. ستارگان تیم در آن فصل باتیستوتا با ۲۰ گل زده، مونتلا و توتی بودند.

### قهرمانی سوپرجام
در تابستان، رم با پیروزی ۰–۳ برابر فیورنتینا در ورزشگاه المپیک فاتح سوپر جام ایتالیا شد و رم برای اولین بار به فرمت جدید و فعلی لیگ قهرمانان اروپا راه یافت.
فابیو کاپلو سه فصل دیگر را هم با رم سپری کرد و پس از آن به یوونتوس، رقیب دیرینه رم، پیوست و چزاره پراندلی که به خاطر نتایج درخشانش در پارما معروف شده بود به رم پیوست. هرچند به خاطر دلایل خانوادگی مجبور به استعفا شد و رودی فولر مهاجم سال‌های قبل رم جای او را گرفت. نتایج این فصل با توجه به جابه‌جایی‌های زیاد روی نیمکت سرمربی گری درخشان نبود.

### هشتمین قهرمانی جام حذفی
در تابستان سال ۲۰۰۵ لوچیانو اسپالتی به عنوان سرمربی به رم پیوست و نوید شروع جدیدی با رم را می‌داد. در اولین فصل حضور رم با ۱۱ پیروزی پیاپی در سری آ رکورد جدیدی خلق کرد و در نهایت توانست سهمیه لیگ قهرمانان اروپا را برای فصل بعد کسب کند درحالی که یوونتوس و میلان هردو به خاطر وقایع کالچوپولی محروم شدند.
فصل ۰۷–۲۰۰۶ به بدترین شکل ممکن با باخت ۴–۳ برابر برابر اینتر در فینال سوپر جام ایتالیا آغاز شد اما با کسب رتبه دوم سری آ، رسیدن به ۸ تیم نهایی لیگ قهرمانان اروپا و هشتمین قهرمانی جام حذفی در برابر اینترمیلان به پایان رسید.
بازی در دیدار رفت ۲–۶ به نفع رم و دیدار برگشت ۱–۲ به نفع اینترمیلان به اتمام رسید.

### جام‌های بیشتر برای رم
در شروع فصل ۰۸–۲۰۰۷ رم با تک گل دنیله دروسی اینترمیلان را در سن سیرو شکست داد و سوپر جام ایتالیا را کسب کرد. در لیگ توتی و یارانش اینترمیلان را شکست دادند تا اسکودتوی چهارم را کسب کنند ولی در نهایت لیگ را به اینترمیلان واگذار کردند. دوباره رم برای جام حذفی تلاش کرد و توانست رکورد ۹ قهرمانی در جام حذفی را کسب کند.
در ابتدای فصل ۰۹–۲۰۰۸ خبر ناراحت‌کننده فوت فرانکو سنسی منتشر شد و دختر او، روزلا سنسی، عهده‌دار این مسئولیت شد.

### دیداری دوباره با مسابقات اروپایی
شوک از دست دادن فرانکو سنسی و نتیجه نگرفتن علی‌رغم شرایط فنی و بازی‌های خوب مانند فصل قبل باعث شد رم نتواند فصل را در رتبه ای بهتر از ششم تمام کند و در جام حذفی در مرحله یک چهارم نهایی توسط اینترمیلان حذف شد.
ولی این فصل به خوبی برای هواداران به خاطر رقابت‌های لیگ قهرمانان اروپا به یاد ماندنی است. رقابتی که رم در مرحله یک چهارم نهایی در ضربات پنالتی مقابل آرسنال حذف شد.
اوایل فصل ۱۰–۲۰۰۹، کلودیو رانیری جانشین لوچیانو اسپالتی شد. سرمربی متولد رم توانست طی فصل اول درخشان خود رم را به چهارمین اسکودتو نزدیک کند اما با شکست برابر سمپدوریا رم لیگ را با ۲ امتیاز اختلاف به اینترمیلان واگذار کرد.
در فوریه ۲۰۱۱ کلودیو رانیری جای خود را به وینچنزو مونتلا داد اما در نهایت رم فصل را در رتبه ششم به پایان رساند.

### از ۲۰۱۱ تا قهرمانی اولین دوره کنفراس اروپا
تابستان ۲۰۱۱ پایان مالکیت خانواده سنسی بر رم بود. با حضور مالک‌های آمریکایی به رهبری جیمز پالوتا و توماس دی بندتو به عنوان مدیر، فصل جدیدی در تاریخ رم آغاز شد. اولین تغییرات ایجاد شده توسط مالکان آمریکایی امضای قرارداد با لوییز انریکه به عنوان سرمربی بود.
انریکه تیمش را به فوتبال نوآورانه هدایت می‌کرد اما نتیجه، نتیجه مدنظر نبود و تصمیم گرفت آخر فصل از باشگاه جدا شود. با بازگشت زدنیک زمن در ژوئن ۲۰۱۲ به عنوان سرمربی شور و شوق به تیم بازگشت. در اواخر اوت نام جیمز پالوتا به عنوان مدیرعامل اعلام شد.
دوران دوم سرمربی چک تبار در رم زیاد به طول نینجامیدو در فوریه ۲۰۱۳ به علت نتایج ضعیف در لیگ از تیم جدا شد.
اورلیو آندراتزولی به عنوان سرمربی تیم انتخاب شد اما او هم نتوانست انتظارات را برآورده کند.
در ۱۲ ژوئن ۲۰۱۳ رودی گارسیا به عنوان سرمربی جدید رم انتخاب شد. او اولین مربی زبان فرانسوی بود که بر روی نیمکت رم می‌نشست. او به سرعت توانست خود را با بازیکنان و هواداران هماهنگ کند و توانست در ۱۰ بازی اول خود در رم ۱۰ پیروزی کسب کند و در پایان فصل رتبه دوم سری آ را کسب کرد و به دور گروهی لیگ قهرمانان اروپا راه یافت. در فصل دوم او در رم مانند فصل اول رتبه دوم را کسب کرد و به دور گروهی راه پیدا کرد.
در فصل ۱۶–۲۰۱۵ گارسیا در جام حذفی مقابل اسپزیا حذف شد و در دیدار رفت مقابل رئال مادرید در لیگ قهرمانان اروپا با نتیجه ۰–۲ شکست خورد. ژانویه ۲۰۱۶ گارسیا جای خود را به لوچیانو اسپالتی داد. رم در فصل اول اسپالتی رتبه دوم لیگ را کسب کرد. در لیگ قهرمانان اروپا در بازی برگشت مقابل رئال مادرید با شکست ۰–۲ در مرحله یک‌هشتم حذف شد.
رم در فصل دوم اسپالتی از لیگ قهرمانان با شکست مقابل پورتو در پلی آف حذف شد و در لیگ اروپا در یک‌هشتم نهایی با شکست از لیون حذف شد. در جام حذفی در نیمه نهایی مقابل لاتزیو شکست خورد و در نهایت لیگ را با رتبه دوم به پایان رساند.
در مه ۲۰۱۷ اوزبیو دی فرانچسکو هافبک سابق رم هدایت رم را بر عهده گرفت.
در فصل ۱۸–۲۰۱۷ رم با اوزبیو دی فرانچسکو توانست رتبه سوم لیگ را به‌دست‌آورد ولی در جام حذفی در یک‌هشتم مقابل تورینو حذف شد. نقطه اوج کار رم در این فصل رسیدن به نیمه نهایی لیگ قهرمانان اروپا با شکست چلسی، شاختار دونتسک و بارسلونا بود و در نهایت مقابل لیورپول شکست خورد و از ادامه راه بازماند.
فصل ۱۹–۲۰۱۸ برای رم خوب شروع نشد و در ادامه منجر به اخراج دی فرانچسکو و حضور دوباره کلودیو رانیری به عنوان جانشین او شد.
در سال ۲۰۲۲ با آمدن ژوزه مورینیو به عنوان سرمربی این تیم، در اولین دوره لیگ کنفرانس اروپا پس از شکست فاینورد هلند در فینال قهرمان این مسابقات شود.

## تولیدکنندگان پیراهن و حامیان مالی
| سال     | تولیدکننده پیراهن باشگاه       | اسپانسر پیراهن            |
| ------- | ------------------------------ | ------------------------- |
| ۷۱–۱۹۷۰ |                                | –                         |
| ۷۶–۱۹۷۲ | –                              | –                         |
| ۷۹–۱۹۷۷ |                                | –                         |
| ۸۰–۱۹۷۹ | پوچین                          | –                         |
| ۸۱–۱۹۸۰ | پلی گروند                      | –                         |
| ۸۲–۱۹۸۱ | پلی گروند                      | Barilla (پاستا)           |
| ۸۳–۱۹۸۲ | پاتریک                         | Barilla (پاستا)           |
| ۸۶–۱۹۸۳ |                                | Barilla (پاستا)           |
| ۹۱–۱۹۸۶ | NR                             | Barilla (پاستا)           |
| ۹۴–۱۹۹۱ |                                | Barilla (پاستا)           |
| ۹۵–۱۹۹۴ |                                | Nuova Tirrena (بیمه)      |
| ۹۷–۱۹۹۵ | INA Assitalia (بیمه)           |                           |
| ۰۰–۱۹۹۷ | INA Assitalia (بیمه)           |                           |
| ۰۲–۲۰۰۰ | INA Assitalia (بیمه)           |                           |
| ۰۳–۲۰۰۲ | Mazda (خودرو)                  |                           |
| ۰۵–۲۰۰۳ | Mazda (خودرو)                  |                           |
| ۰۶–۲۰۰۵ | Banca Italease (گروه بانکی)    |                           |
| ۰۷–۲۰۰۶ | –                              |                           |
| ۱۴–۲۰۱۳ | آ اس رم                        | Roma Cares (سازمان خیریه) |
| ۱۳–۲۰۰۷ |                                | WIND (ارتباطات مخابراتی)  |
| ۱۸–۲۰۱۴ |                                | –                         |
| ۲۱–۲۰۱۸ | Qatar Airways (شرکت هواپیمایی) |                           |
|         |                                |                           |

## بازیکنان

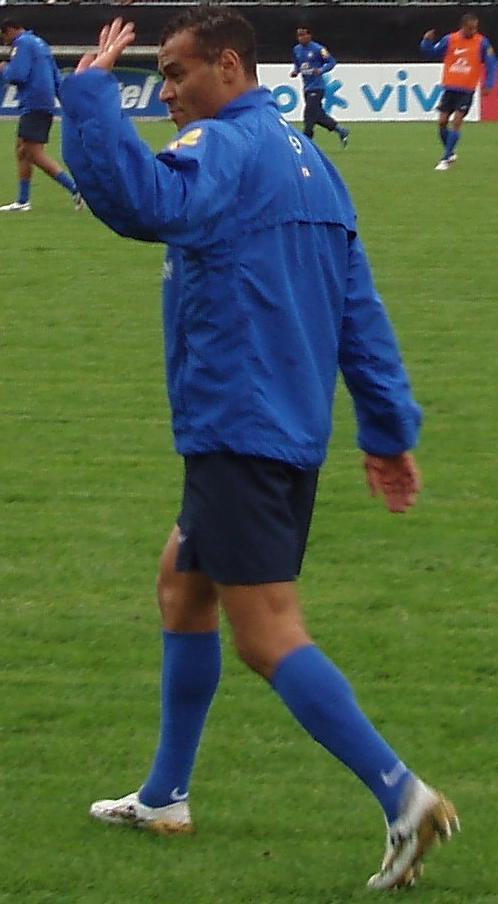
کافو، بازیکن سابق رم

### ترکیب کنونی تیم
تا تاریخ ۱۰ مارس ۲۰۲۵
| شماره |               | پست   | بازیکن                                  |
| ----- | ------------- | ----- | --------------------------------------- |
| ۲     | هلند          | مدافع | دوینی رنش                               |
| ۳     | اسپانیا       | مدافع | آنخلینیو                                |
| ۴     | ایتالیا       | هافبک | برایان کریستانته (کاپیتان سوم)          |
| ۵     | ساحل عاج      | مدافع | ایوان اندیکا                            |
| ۷     | ایتالیا       | هافبک | لورنزو پلگرینی (کاپیتان)                |
| ۱۱    | اوکراین       | مهاجم | آرتم دووبیک                             |
| ۱۲    | عربستان سعودی | مدافع | سعود عبدالحمید                          |
| ۱۴    | ازبکستان      | مهاجم | الدار شاه‌مرادوف                         |
| ۱۵    | آلمان         | مدافع | متس هوملس                               |
| ۱۶    | آرژانتین      | هافبک | لئاندرو پاردس                           |
| ۱۷    | فرانسه        | هافبک | مانو کونه (قرضی از بروسیا مونشن‌گلادباخ) |
| ۱۸    | آرژانتین      | مهاجم | ماتیاس سوله                             |
| ۱۹    | ترکیه         | مدافع | زکی چلیک                                |

| شماره |          | پست       | بازیکن                               |
| ----- | -------- | --------- | ------------------------------------ |
| ۲۱    | آرژانتین | مهاجم     | پائولو دیبالا                        |
| ۲۳    | ایتالیا  | مدافع     | جانلوکا مانچینی (کاپیتان دوم)        |
| ۲۵    | دانمارک  | مدافع     | ویکتور نلسون (قرضی از گالاتاسرای)    |
| ۲۷    | فرانسه   | هافبک     | لوکاس گورنا دوات (قرضی از زالتسبورگ) |
| ۳۴    | هلند     | مدافع     | انس صلاح‌الدین                        |
| ۳۵    | ایتالیا  | مهاجم     | توماسو بالدانزی                      |
| ۵۶    | بلژیک    | هافبک     | الکسی سالماکرز (قرضی از آ.ث. میلان)  |
| ۶۱    | ایتالیا  | هافبک     | نیکولو پیسیلی                        |
| ۶۶    | اسپانیا  | مدافع     | بوبا سنگاره                          |
| ۸۹    | ایتالیا  | دروازه‌بان | رناتو مارین                          |
| ۹۲    | ایتالیا  | مهاجم     | استفان الشعراوی                      |
| ۹۵    | ایتالیا  | دروازه‌بان | پیرلوئیجی گولینی                     |
| ۹۹    | صربستان  | دروازه‌بان | مایل اسویلار                         |

### بازیکنان قرضی در تیم‌های دیگر
| شماره |          | پست   | بازیکن                                         |
| ----- | -------- | ----- | ---------------------------------------------- |
|       | انگلستان | مهاجم | تامی آبراهام (در آ.ث. میلان تا ۳۰ ژوئن ۲۰۲۵)   |
|       | گامبیا   | هافبک | ابریما داربوئه (در فروزینونه تا ۳۰ ژوئن ۲۰۲۵)  |
|       | سوئد     | مدافع | ساموئل دال (در بنفیکا تا ۳۰ ژوئن ۲۰۲۵)         |
|       | نروژ     | مهاجم | اولا سولباکن (در امپولی تا ۳۰ ژوئن ۲۰۲۵)       |
|       | ایتالیا  | هافبک | ادواردو بووه (در فیورنتینا تا ۳۰ ژوئن ۲۰۲۵)    |
|       | اسپانیا  | مدافع | ماریو هرموسو (در بایر لورکوزن تا ۳۰ ژوئن ۲۰۲۵) |

| شماره |         | پست       | بازیکن                                            |
| ----- | ------- | --------- | ------------------------------------------------- |
|       | آلبانی  | مدافع     | ماراش کومبولا (در اسپانیول تا ۳۰ ژوئن ۲۰۲۵)       |
|       | ایتالیا | مهاجم     | لوئیجی کروبینی (در امپولی تا ۳۰ ژوئن ۲۰۲۵)        |
|       | لهستان  | هافبک     | نیکولا زالفسکی (در اینتر میلان تا ۳۰ ژوئن ۲۰۲۵)   |
|       | ایتالیا | دروازه‌بان | داویده مسترانتونیو (در تریستیانا تا ۳۰ ژوئن ۲۰۲۵) |
|       | اسپانیا | مدافع     | جان اولیوراس (در دینامو زاگرب تا ۳۰ ژوئن ۲۰۲۵)    |
|       | ایتالیا | هافبک     | ریکاردو پاگانو (در کاتانزارو تا ۳۰ ژوئن ۲۰۲۵)     |

## کادر فنی
تا ۱۹ نوامبر ۲۰۲۰
|                   | \| پست \| نام \| ملیت \| \| ----------------- \| ------------------ \| ---- \| \| سرمربی \| کلودیو رانیری \| \| \| دستیار اول \| پائولو بنتی \| \| \| مربی دروازه‌بان‌ها \| سیمون فارلی \| \| \| مربی ورزشی \| مانریکو فراری \| \| \| مربی ورزشی \| مائوریتزیو فانچینی \| \| \| مربی بدنساز \| جیانی بریگناردلو \| \| \| مربی ورزشی \| نونو رومانو \| \| \| مربی فنی \| تیاگو لیل \| \| \| پزشک اول تیم \| آندرا کاسارانو \| \| \| فیزیوتراپیست \| والریو فلامینی \| \| \| فیزیوتراپیست \| الساندرو کاردینی \| \| \| فیزیوتراپیست \| مارکو اسپوسیتو \| \| \| استخوان پزشک \| والتر مارتینلی \| \| \| سرمربی تیم جوانان \| آلبرتو دروسی \| \| |         |
| پست               | نام | ملیت    |
| سرمربی            | کلودیو رانیری | ایتالیا |
| دستیار اول        | پائولو بنتی | ایتالیا |
| مربی دروازه‌بان‌ها  | سیمون فارلی | ایتالیا |
| مربی ورزشی        | مانریکو فراری | ایتالیا |
| مربی ورزشی        | مائوریتزیو فانچینی | ایتالیا |
| مربی بدنساز       | جیانی بریگناردلو | ایتالیا |
| مربی ورزشی        | نونو رومانو | پرتغال  |
| مربی فنی          | تیاگو لیل | پرتغال  |
| پزشک اول تیم      | آندرا کاسارانو | ایتالیا |
| فیزیوتراپیست      | والریو فلامینی | ایتالیا |
| فیزیوتراپیست      | الساندرو کاردینی | ایتالیا |
| فیزیوتراپیست      | مارکو اسپوسیتو | ایتالیا |
| استخوان پزشک      | والتر مارتینلی | ایتالیا |
| سرمربی تیم جوانان | آلبرتو دروسی | ایتالیا |

## مربیان تاریخ باشگاه

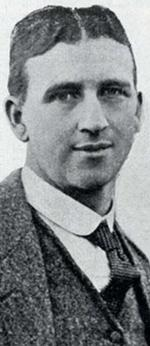
ویلیام گاربوت اولین سرمربی باشگاه رم

در لیست زیر مربیان تاریخ رم از سال ۱۹۲۷ تا به امروز قرار دارد.
| شماره | نام              | ملیت     | سال     |
| ----- | ---------------- | -------- | ------- |
| ۱     | ویلیام گاربوت    | انگلستان | ۲۹–۱۹۲۷ |
| ۲     | گوئیو بنکانی     | ایتالیا  | ۳۰–۱۹۲۹ |
| ۳     | هربرت برجیس      | انگلستان | ۳۲–۱۹۳۰ |
| ۴     | لزلو بار         | مجارستان | ۳۳–۱۹۳۲ |
| ۵     | لاخوس کواچ       | مجارستان | ۳۴–۱۹۳۳ |
| ۶     | لوئیجی باربسینو  | ایتالیا  | ۳۸–۱۹۳۴ |
| ۷     | گویدو آرا        | ایتالیا  | ۳۹–۱۹۳۸ |
| ۸     | آلفرد شافر       | مجارستان | ۴۲–۱۹۳۹ |
| ۹     | گزا کرتز         | مجارستان | ۴۳–۱۹۴۲ |
| ۱۰    | گویدو ماستی      | ایتالیا  | ۱۹۴۳–۴۵ |
| ۱۱    | جیووانی دنی      | ایتالیا  | ۴۷–۱۹۴۵ |
| ۱۲    | امره سنکی        | مجارستان | ۴۸–۱۹۴۷ |
| ۱۳    | لوئیجی برونلا    | ایتالیا  | ۴۹–۱۹۴۸ |
| ۱۴    | فولویو برناردینی | ایتالیا  | ۵۰–۱۹۴۹ |
| ۱۵    | آدولفو بالونچری  | ایتالیا  | ۱۹۵۰    |
| ۱۶    | پیترو سرانتونی   | ایتالیا  | ۱۹۵۰    |
| ۱۷    | گویدو ماستی      | ایتالیا  | ۵۱–۱۹۵۰ |
| ۱۸    | جوزپه ویانی      | ایتالیا  | ۵۳–۱۹۵۱ |
| ۱۹    | ماریو وارجلین    | ایتالیا  | ۵۴–۱۹۵۳ |
| ۲۰    | جسی کارور        | انگلستان | ۵۶–۱۹۵۴ |
| ۲۱    | گئورگی سروسی     | مجارستان | ۱۹۵۶    |
| ۲۲    | گویدو ماستی      | ایتالیا  | ۵۷–۱۹۵۶ |
| ۲۳    | الک استاک        | انگلستان | ۵۸–۱۹۵۷ |

| شماره | نام                   | ملیت     | سال       |
| ----- | --------------------- | -------- | --------- |
| ۲۴    | گونار نوردال          | سوئد     | ۵۹–۱۹۵۸   |
| ۲۵    | گئورگی سروسی          | مجارستان | ۶۰–۱۹۵۹   |
| ۲۶    | آلفردو فونی           | ایتالیا  | ۶۱–۱۹۶۰   |
| ۲۷    | لوئیس کارنیگلیا       | آرژانتین | ۶۳–۱۹۶۱   |
| ۲۸    | نعیم کریزیو           | آلبانی   | ۱۹۶۳      |
| ۲۹    | آلفردو فونی           | ایتالیا  | ۱۹۶۴–۱۹۶۳ |
| ۳۰    | لوئیز میرو            | اسپانیا  | ۱۹۶۵–۱۹۶۴ |
| ۳۱    | خوان کارلوس لورنزو    | آرژانتین | ۱۹۶۶–۱۹۶۵ |
| ۳۲    | اورونزو پوگلیس        | ایتالیا  | ۱۹۶۸–۱۹۶۶ |
| ۳۳    | هلنیو هررا            | آرژانتین | ۱۹۶۸–۷۰   |
| ۳۴    | لوچانو تساری          | ایتالیا  | ۱۹۷۰      |
| ۳۵    | هلنیو هررا            | آرژانتین | ۷۲–۱۹۷۱   |
| ۳۶    | تونینو تربیسیانی      | ایتالیا  | ۷۳–۱۹۷۲   |
| ۳۷    | نیلس لیدهولم          | سوئد     | ۷۷–۱۹۷۴   |
| ۳۸    | گوستاوو جیانیونی      | ایتالیا  | ۷۹–۱۹۷۸   |
| ۳۹    | فروتچو والکارجی       | ایتالیا  | ۱۹۸۰–۱۹۷۹ |
| ۴۰    | نیلس لیدهولم          | سوئد     | ۸۴–۱۹۸۰   |
| ۴۱    | سون یوران اریکسون     | سوئد     | ۸۶–۱۹۸۴   |
| ۴۲    | آنجلو بندیکتو سورمانی | ایتالیا  | ۸۸–۱۹۸۶   |
| ۴۳    | نیلس لیدهولم          | سوئد     | ۱۹۸۸      |
| ۴۴    | لوچانو سپینوسی        | ایتالیا  | ۸۹–۱۹۸۸   |
| ۴۵    | لوئیجی رادیچه         | ایتالیا  | ۹۰–۱۹۸۹   |
| ۴۶    | اوتاویو بیانکی        | ایتالیا  | ۹۲–۱۹۹۰   |

| شماره | نام                | ملیت      | سال     |
| ----- | ------------------ | --------- | ------- |
| ۴۷    | وویادین بوشکوف     | مجارستان  | ۹۳–۱۹۹۲ |
| ۴۸    | کارلو ماتزونه      | ایتالیا   | ۹۶–۱۹۹۳ |
| ۴۹    | کارلوس بیانکی      | آرژانتین  | ۱۹۹۶    |
| ۵۰    | نیلس لیدهولم       | سوئد      | ۱۹۹۶    |
| ۵۱    | اتزیو سلا          | ایتالیا   | ۱۹۹۶    |
| ۵۲    | زدنیک زمان         | جمهوری چک | ۹۹–۱۹۹۷ |
| ۵۳    | فابیو کاپلو        | ایتالیا   | ۰۴–۱۹۹۹ |
| ۵۴    | چزاره پراندلی      | ایتالیا   | ۲۰۰۴    |
| ۵۵    | رودی فولر          | آلمان     | ۲۰۰۴    |
| ۵۶    | لوئیجی دل‌نری       | ایتالیا   | ۰۵–۲۰۰۴ |
| ۵۷    | برونو کونتی        | ایتالیا   | ۲۰۰۵    |
| ۵۸    | لوچانو اسپالتی     | ایتالیا   | ۰۹–۲۰۰۵ |
| ۵۹    | کلودیو رانیری      | ایتالیا   | ۱۱–۲۰۰۹ |
| ۶۰    | وینچنزو مونتلا     | ایتالیا   | ۲۰۱۱    |
| ۶۱    | لوییس انریکه       | اسپانیا   | ۱۲–۲۰۱۱ |
| ۶۲    | زدنیک زمان         | جمهوری چک | ۱۳–۲۰۱۲ |
| ۶۳    | اورلیو آندره‌آتزولی | ایتالیا   | ۲۰۱۳    |
| ۶۴    | رودی گارسیا        | فرانسه    | ۱۵–۲۰۱۳ |
| ۶۵    | لوچانو اسپالتی     | ایتالیا   | ۱۷–۲۰۱۵ |
| ۶۶    | اوزبیو دی فرانچسکو | ایتالیا   | ۱۹–۲۰۱۷ |
| ۶۷    | کلودیو رانیری      | ایتالیا   | ۲۰۱۹    |
| ۶۸    | پائولو فونسکا      | پرتغال    | ۲۱–۲۰۱۹ |
| ۶۹    | ژوزه مورینیو       | پرتغال    | ۲۳–۲۰۲۱ |
| ۷۰    | دنیله دروسی        | ایتالیا   | ۲۴–۲۰۲۳ |
| ۷۱    | ایوان یوریچ        | کرواسی    | ۲۰۲۴    |
| ۷۲    | کلودیو رانیری      | ایتالیا   | ۲۵–۲۰۲۴ |
| ۷۳    | جان پیرو گاسپرینی  | ایتالیا   | ۲۰۲۵–   |

## کادر مدیریتی
تا ۱۷ ژوئیه ۲۰۱۹
|                 | \| پست \| نام \| ملیت \| \| --------------- \| --------------- \| ---- \| \| مالک \| دن فریدکین \| \| \| مدیر ورزشی \| فلورنت گیسولفی \| \| \| مدیر عملکرد \| مارک سرتوری \| \| \| سرپرست تیم \| مورگان دسانتیس \| \| \| استعدادیاب \| سیمونه لوسکیاوو \| \| \| مدیر بخش جوانان \| برونو کونتی \| \| |                     |
| پست             | نام | ملیت                |
| مالک            | دن فریدکین | ایالات متحده آمریکا |
| مدیر ورزشی      | فلورنت گیسولفی | فرانسه              |
| مدیر عملکرد     | مارک سرتوری | انگلستان            |
| سرپرست تیم      | مورگان دسانتیس | ایتالیا             |
| استعدادیاب      | سیمونه لوسکیاوو | ایتالیا             |
| مدیر بخش جوانان | برونو کونتی | ایتالیا             |

## مدیران تاریخ باشگاه

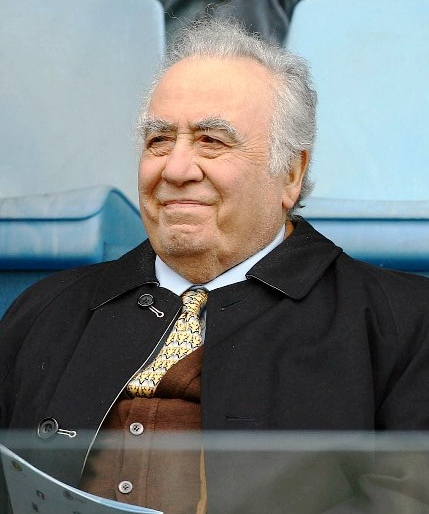
فرانکو سنسی

در زیر می‌توانید لیست مدیران باشگاه رم از ابتدا تاکنون را مشاهده کنید. در سال ۱۹۹۳ برای چند ماه متزارما و سنسی هر دو مالک باشگاه بودند اما با شروع فصل سنسی به تنهایی عهده‌دار این مسئولیت شد. وی تا زمان مرگ خود به مدت ۱۵ فصل مالک رم بود و رکورددار این زمینه است.
| شماره | نام                   | ملیت    | سال     |
| ----- | --------------------- | ------- | ------- |
| ۱     | ایتالو فوسچی          | ایتالیا | ۲۸–۱۹۲۷ |
| ۲     | رناتو ساچردوتی        | ایتالیا | ۳۵–۱۹۲۸ |
| ۳     | ویتوریو شالویا        | ایتالیا | ۳۶–۱۹۳۵ |
| ۴     | ایجینو بتی            | ایتالیا | ۴۱–۱۹۳۶ |
| ۵     | ادگاردو بازینی        | ایتالیا | ۴۴–۱۹۴۱ |
| ۶     | پیترو بالداساره       | ایتالیا | ۴۹–۱۹۴۴ |
| ۷     | پیرکارلو رستاگنو      | ایتالیا | ۵۱–۱۹۴۹ |
| ۸     | رناتو ساچردوتی        | ایتالیا | ۵۲–۱۹۵۱ |
| ۹     | رمولو واسلی           | ایتالیا | ۵۳–۱۹۵۲ |
| ۱۰    | رناتو ساچردوتی        | ایتالیا | ۵۸–۱۹۵۲ |
| ۱۱    | آناکلتو جیانی         | ایتالیا | ۶۲–۱۹۵۸ |
| ۱۲    | آگوستو دآرکانجلی      | ایتالیا | ۱۹۶۲    |
| ۱۳    | فرانچسکو مارینی-دتینا | ایتالیا | ۶۵–۱۹۶۲ |

| شماره | نام                | ملیت                | سال       |
| ----- | ------------------ | ------------------- | --------- |
| ۱۴    | فرانکو اوانجیلیستی | ایتالیا             | ۶۸–۱۹۶۵   |
| ۱۵    | فرانچسکو رانوچی    | ایتالیا             | ۶۹–۱۹۶۸   |
| ۱۶    | آلوارو مارکینی     | ایتالیا             | ۷۱–۱۹۶۹   |
| ۱۷    | گائتانو آنزالونه   | ایتالیا             | ۷۹–۱۹۷۱   |
| ۱۸    | دینو ویولا         | ایتالیا             | ۹۱–۱۹۷۹   |
| ۱۹    | فلورا ویولا        | ایتالیا             | ۱۹۹۱      |
| ۲۰    | جوسپه چاراپیکو     | ایتالیا             | ۹۳–۱۹۹۱   |
| ۲۱    | فرانکو سنسی        | ایتالیا             | ۰۸–۱۹۹۳   |
| ۲۲    | روزلا سنسی         | ایتالیا             | ۱۱–۲۰۰۸   |
| ۲۳    | روبرتو کاپلی       | ایتالیا             | ۲۰۱۱      |
| ۲۴    | توماس دی بندتو     | ایالات متحده آمریکا | ۲۰۱۱–۱۲   |
| ۲۵    | جیمز پالوتا        | ایالات متحده آمریکا | ۲۰۲۰–۲۰۱۲ |
| ۲۶    | دن فرد کین         | ایالات متحده آمریکا | -۲۰۲۰     |

از سهام‌داران این باشگاه می‌توان کوین گارنت، بازیکن برجسته بسکتبال آمریکایی را نام برد.

## تالار مشاهیر
در ۷ اکتبر ۲۰۱۲ تالار مشاهیر رم اعلام شد. باشگاه رم در وب‌سایت رسمی خود و همچنین در سالنی مخصوص نام بازیکنانی را که در تاریخ رم جاودانه خواهند ماند، به عنوان مشاهیر تاریخ باشگاه رم اعلام کرد.
| پست       | نام                   | ملیت    | سال                       |
| --------- | --------------------- | ------- | ------------------------- |
| دروازه‌بان | فرانکو تانکردی        | ایتالیا | ۹۰–۱۹۷۷                   |
| مدافع     | کافو                  | برزیل   | ۰۳–۱۹۹۷                   |
| مدافع     | جیاکومو لوسی          | ایتالیا | ۶۹–۱۹۵۴                   |
| مدافع     | آلدایر                | برزیل   | ۰۳–۱۹۹۰                   |
| مدافع     | فرانچسکو روکا         | ایتالیا | ۸۱–۱۹۷۲                   |
| هافبک     | فولویو برناردینی      | ایتالیا | ۳۹–۱۹۲۸                   |
| هافبک     | آگوستینو دی بارتولومی | ایتالیا | ۸۴–۱۹۷۶ ;۷۵–۱۹۷۲          |
| هافبک     | فالکائو               | برزیل   | ۸۵–۱۹۸۰                   |
| مهاجم     | برونو کونتی           | ایتالیا | ۹۱–۱۹۷۹ ;۷۸–۱۹۷۶ ;۷۵–۱۹۷۳ |
| مهاجم     | روبرتو پروتزو         | ایتالیا | ۸۸–۱۹۷۸                   |
| مهاجم     | آمدئو آمادئی          | ایتالیا | ۴۸–۱۹۳۹ ;۳۸–۱۹۳۶          |

| پست   | نام            | ملیت    | سال              |
| ----- | -------------- | ------- | ---------------- |
| مدافع | سباستیانو نلا  | ایتالیا | ۹۲–۱۹۸۱          |
| هافبک | آتیلیو فرراریس | ایتالیا | ۳۹–۱۹۳۸ ;۳۴–۱۹۲۷ |
| هافبک | جوزپه جیانینی  | ایتالیا | ۹۶–۱۹۸۱          |
| مهاجم | وینچنزو مونتلا | ایتالیا | ۰۹–۱۹۹۹          |

| پست   | نام           | ملیت    | سال     |
| ----- | ------------- | ------- | ------- |
| مدافع | وینسنت کاندلا | فرانسه  | ۰۵–۱۹۹۷ |
| هافبک | کارلو آنچلوتی | ایتالیا | ۸۷–۱۹۷۹ |
| مهاجم | آلچدس گیجیا   | اروگوئه | ۶۱–۱۹۵۳ |
| مهاجم | رودی فولر     | آلمان   | ۹۲–۱۹۸۷ |

| پست       | نام              | ملیت     | سال     |
| --------- | ---------------- | -------- | ------- |
| دروازه‌بان | گویدو ماستی      | ایتالیا  | ۴۳–۱۹۳۰ |
| مدافع     | سرجو سانتارینی   | ایتالیا  | ۸۱–۱۹۶۸ |
| هافبک     | دامیانو توماسی   | ایتالیا  | ۰۶–۱۹۹۶ |
| مهاجم     | گابریل باتیستوتا | آرژانتین | ۰۳–۲۰۰۰ |

| پست   | نام              | ملیت    | سال              |
| ----- | ---------------- | ------- | ---------------- |
| هافبک | جورجیو کارپی     | ایتالیا | ۳۷–۱۹۲۷          |
| هافبک | تونینیو کیروزو   | برزیل   | ۸۶–۱۹۸۳          |
| هافبک | جانکارلو د سیستی | ایتالیا | ۷۹–۱۹۷۴; ۶۵–۱۹۶۰ |
| هافبک | آرکادیو ونتوری   | ایتالیا | ۵۷–۱۹۴۸          |

| پست   | نام           | ملیت    | سال     |
| ----- | ------------- | ------- | ------- |
| مهاجم | فرانچسکو توتی | ایتالیا | ۱۷–۱۹۹۲ |

| پست   | نام            | ملیت    | سال     |
| ----- | -------------- | ------- | ------- |
| مدافع | ماریو دمیشلی   | ایتالیا | ۳۲–۱۹۲۷ |
| مهاجم | جولیانو تاکولا | ایتالیا | ۶۹–۱۹۶۷ |
| مهاجم | رودولفو ولک    | ایتالیا | ۳۳–۱۹۲۸ |

## افتخارات باشگاه

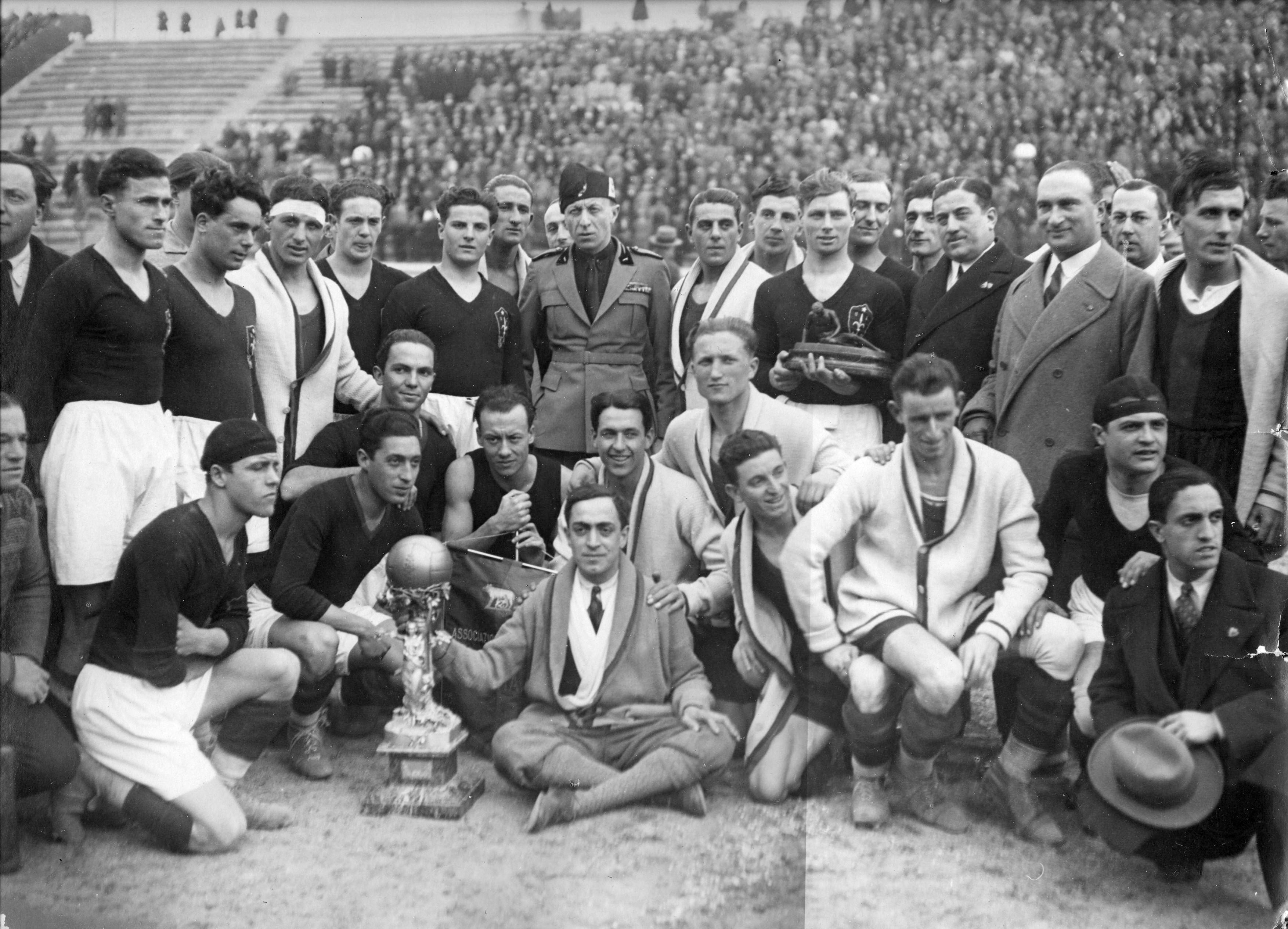
اولین قهرمانی تاریخ رم در کنی کاپ در سال ۱۹۲۸

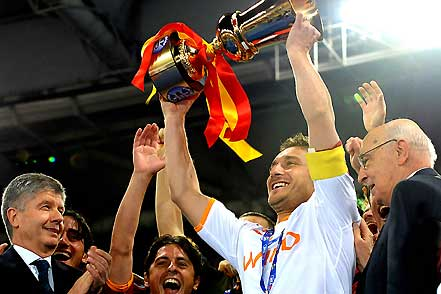
جام حذفی ایتالیا در سال ۲۰۰۸

### افتخارات داخلی
- ۳ بار قهرمانی سری آ در سال‌های ۲۰۰۱ و ۱۹۸۳ و ۱۹۴۲
- ۹ بار قهرمانی جام حذفی ایتالیا در سال‌های ۱۹۶۴، ۱۹۶۹، ۱۹۸۰، ۱۹۸۱، ۱۹۸۴، ۱۹۸۶، ۱۹۹۱، ۲۰۰۷ و ۲۰۰۸
- ۲ بار قهرمانی در سوپر جام ایتالیا در سال‌های ۲۰۰۱ و ۲۰۰۷
- ۱ بار قهرمانی در سری بی در سال ۱۹۵۲
- ۱ بار قهرمانی در کنی کاپ در سال ۱۹۲۸

### افتخارات اروپایی
- قهرمانی در اینتر-سیتیز فیرز کاپ در ۶۱–۱۹۶۰
- قهرمانی در جام آنگلو-ایتالین در سال ۷۲–۱۹۷۱[۲۴]
- نایب قهرمانی لیگ قهرمانان اروپا در ۸۴–۱۹۸۳[۲۵]
- نایب قهرمانی لیگ اروپا در ۹۱–۱۹۹۰،[۲۶] ۲۳–۲۰۲۲
- قهرمانی لیگ کنفرانس اروپا در ۲۲–۲۰۲۱

## آمار رقابت‌ها
تا تاریخ ۲۵ مه ۲۰۲۵
| رقابت        | بازی | برد  | مساوی | باخت | گل زده | گل خورده | امتیاز |
| ------------ | ---- | ---- | ----- | ---- | ------ | -------- | ------ |
| سری آ        | ۳۱۱۴ | ۱۳۲۴ | ۹۱۹   | ۸۷۱  | ۴۵۹۷   | ۳۵۲۲     | ۴۸۹۱   |
| سری بی       | ۳۸   | ۲۲   | ۹     | ۷    | ۶۲     | ۲۴       | ۷۵     |
| جام حذفی     | ۳۴۷  | ۱۸۲  | ۷۵    | ۹۰   | ۵۶۷    | ۳۶۶      | ۶۲۱    |
| سوپرجام      | ۶    | ۲    | ۱     | ۳    | ۱۰     | ۱۰       | ۷      |
| جام برندگان  | ۲۹   | ۱۲   | ۹     | ۸    | ۳۴     | ۲۴       | ۴۵     |
| فیرز کاپ     | ۳۸   | ۱۹   | ۹     | ۱۰   | ۷۱     | ۴۷       | ۶۶     |
| جام میتروپا  | ۱۵   | ۴    | ۳     | ۸    | ۲۳     | ۳۷       | ۱۵     |
| لیگ قهرمانان | ۱۱۱  | ۴۱   | ۲۷    | ۴۳   | ۱۴۸    | ۱۶۱      | ۱۵۰    |
| لیگ اروپا    | ۱۸۶  | ۹۷   | ۴۰    | ۴۹   | ۳۱۹    | ۱۸۲      | ۳۳۱    |
| لیگ کنفرانس  | ۱۵   | ۱۰   | ۳     | ۲    | ۳۳     | ۱۶       | ۳۳     |
| مجموع آمار   | ۳۸۹۹ | ۱۷۱۳ | ۱۰۹۵  | ۱۰۹۱ | ۵۸۶۴   | ۴۳۸۹     | ۶۲۳۴   |